# Premier Matin

Premier Matin est un ouvrage de sociologie de Jean-Claude Kaufmann paru en 2002. Comme son titre l'indique, cet ouvrage décrit le matin qui suit la première nuit d'une rencontre amoureuse.

## Première partie: le projet

### La question principale
Dans Premier matin, Kaufmann cherche à démontrer en quoi le premier matin entre deux personnes est déterminant dans la naissance et la construction d’une histoire d’amour. Il s’agit de la question centrale de l’ouvrage, de sa problématique. Kaufmann veut montrer que tout se joue pour le couple dans le premier réveil côte-à-côte. Que celui-ci se produise très vite après la rencontre ou non.

### Les questions secondaires
Pour répondre à cette question principale et mener à bien son étude sociologique, Kaufmann va se poser d’autres questions auxquelles il tentera de répondre.
Il va s’interroger sur tous les petits détails du premier matin, détails que l’on peut facilement juger anodins mais qui en fait traduisent de nombreuses choses dont on ne peut pas se douter, il va donc réaliser une très fine analyse.

### L'analyse du plan
Kaufmann compose son ouvrage en 3 grandes parties.

#### Première partie: les scènes du matin
Tout d’abord, en tant que sociologue son premier travail est l’observation. En effet il doit préalablement observer et décrire le phénomène qu’il souhaite étudier avant de l’analyser. Il s’attèle donc à décrire par l’intermédiaire des extraits d’entretiens (puisqu’il ne peut s’immiscer dans l’intimité des concernés) toutes les phases de ce matin. De l’éveil à la sortie du lit, en passant par différentes phases intermédiaires toutes ces situations sont décrites. Les cas de figures les plus courants étant présentés ainsi que les problèmes pouvant intervenir.
Le premier problème que rencontre les protagonistes est l’éveil. En effet, chacun a besoin d’un certain temps (plus ou moins long) pour «émerger», retrouver ses esprits. Il existe également une phase de flottement identitaire, il s’agit des quelques secondes nécessaires pour retrouver la continuité, le fil biographique («Où suis-je ? Avec qui ? Que s’est-il passé la veille ?...»). Suivant l'endroit où se passe le premier réveil (chez lui, chez elle, chez parents, endroits neutres..), les impressions peuvent être très différentes.
Une fois la ou le partenaire réveillé, reste à savoir que faire dans ce lit douillet. Chacun ayant ses propres habitudes, certains seront alors plus du matin et se lèveront très facilement alors que d’autres auront besoin de plus de temps et apprécieront rester au lit. Il faut alors s’adapter à l’autre ce qui n’est pas toujours évident. Ensuite, que faire dans ce lit, discuter de banalités? S’embrasser pour combler les blancs ? Chacun joue alors son rôle.
Vient ensuite le moment de la sortie du lit. Il n’est en effet pas possible pour diverses raisons de rester indéfiniment au lit. Ce moment du premier matin pose de nombreux problèmes aux jeunes amoureux : tout d’abord la peur du regard de l’autre. Au matin plus rien ne ressemble à la veille, le regard semble différent, prêt à toutes les critiques, beaucoup plus malveillant que la veille. L’auteur observe que ceux qui se sont montrés le moins pudiques la veille et durant la nuit tentent peut-être même plus que les autres de se cacher du regard de leur partenaire au petit jour. Le rhabillage constitue une grande épreuve, aussi bien pour les hommes que pour les femmes. 
« Au matin, le regard découvre donc un corps tout neuf, en partie inconnu, beaucoup plus ordinaire. Le regard s’est refroidi et d’autres pensées le commandent. » (p.47)
Pour améliorer la vision de l’autre, il s’agit de s’occuper de sa toilette, parce que le matin est partagé entre « la recherche d’authenticité et le recours à des artifices pour une mise en scène avantageuse de soi » puisqu’en effet l’authenticité pure n’est pas concevable d’un point de vue hygiénique (exemple du brossage des dents pour lutter contre la mauvaise haleine). La découverte de la salle de bains est l’occasion de multiples découvertes qui sont autant d’indices sur la personnalité de l’autre. Autre problème du même ordre : le passage aux toilettes.
Le déjeuner constitue un grand moment de la relation. En effet, c’est à ce moment que la prise de distance est la plus grande avec la douceur du cocon-lit, les deux partenaires se retrouvent face à face dans un contexte différent qui les rapproche alors d’une dure réalité. Les petits déjeuners des premiers matins sont très différents entre eux, (au lit, en famille, à table, avec des croissants…) et les protagonistes ont souvent de nombreuses surprises au moment d’effectuer de simples gestes ordinaires. L’auteur dévoile dans cette partie que dans beaucoup de cas le fait d’aller chercher les croissants révèle un besoin de prendre la fuite, de s’éloigner un instant de cette aventure pour se retrouver seul et faire le point.
La prise du repas matinal avec la famille est un moment difficile à gérer, la coupure avec la nuit passée est tranchante, et les habitudes de la famille paraissent souvent très étranges aux yeux de l’hôte. Pour l’auteur, c’est à ce moment que les enjeux sont les plus importants, puisqu’il y a transition avec la vie ordinaire, chacun tente de régler au mieux son comportement, c’est ici que les premières habitudes s’installent. Il s’agit également du moment où chacun fait le bilan, se pose des questions, analyse. C’est ici aussi que les amoureux vont décider de la suite de leur journée ensemble ou non.
Ici, la démarche de l’auteur paraît tout à fait logique, on observe un dégradé depuis le cocon-lit (simple prolongement de la nuit fusionnelle) jusqu'à la prise de distance du passage à la salle de bains et aux jeux de rôles calculés du repas. On passe bien du chaud vers le froid, du privé au public.

#### Deuxième partie: horreurs et bonheurs des premiers matins
Dans cette deuxième partie, Kaufmann analyse les premiers matins et tente de les classer en différentes catégories (toujours à partir de ses exemples). Il appelle les « matins chagrins » ceux qui furent difficiles et délicats pour les protagonistes sans toutefois que ceux-ci s’avèrent être les derniers pour les couples. Il les distingue des matins « enchantés » qui laissaient présager un bel avenir, ainsi que des « matins anodins » sans signes particuliers.
Il explique alors dans cette partie que les matins sont souvent « chagrins » lorsque la situation n’a pas été clairement établie la veille. En effet, dans de nombreux cas, il y a eu ambiguïtés et donc les clarifications du réveil sont d’autant plus douloureuses. De plus la situation est souvent tendue puisqu’il peut y avoir une grande différence entre le « moi du matin » et le « moi du soir » ainsi qu’entre les réactions des deux partenaires.
En ce qui concerne les matins «enchantés» Kaufmann précise que ceux-ci le sont tout d’abord grâce à la fierté ressentie, fierté d’avoir passé la nuit avec une ou un partenaire dont on est fier. Mais aussi et surtout que l’enchantement est proportionnel à l’engagement amoureux. En effet si les deux partenaires savent l’un comme l’autre que cette aventure ne durera qu’une nuit, elle ne leur apparaîtra en aucun cas comme merveilleuse, mais comme une simple étape à passer.
Quant à eux les matins «anodins» sont ces matins «comme les autres» où parfois les protagonistes se sont fermés aux événements trop désagréables pour remettre leur évaluation à plus tard.
Pour caractériser ces situations du matin, Kaufmann recourt au concept d’anomie popularisé par Émile Durkheim dans son étude sur le suicide, et qui «caractérise une situation où un acteur ne parvient plus à s’inscrire dans des repères stables fondant sa pensée et son action». L’ambiguïté des définitions entre les partenaires (sommes-nous encore amis ? Plus ? Qu’en est-il de notre relation ?), la complexité de la situation, la perte de repères font de certains premiers matins la situation typique de l’anomie.
Cette partie est tout à fait logique, puisque l’auteur procède ici à un classement par genre.

#### Troisième partie: le couple se joue au premier matin
Le titre de cette partie est clair, c’est dans celle-ci que Kaufmann démontre les réels enjeux des premiers matins et détecte les effets de ceux-ci sur la suite de l’aventure amoureuse. Il tente aussi de synthétiser les relations entre deux personnes dès le matin et de répondre à la question : quelles sont les bonnes manières à adopter (distance, rôle, comment réagir face à des habitudes différentes des siennes ? …). C’est dans cette partie que l’on découvre les résultats auxquels aboutit cette étude, notamment la mutation du modèle amoureux.
En effet dans cette partie, l’auteur cherche à montrer que de simples détails à peine remarqués lors du premier matin pourront être par la suite matins après matins cause d’agacement, de rancœur. Ces détails sont souvent de simples et compréhensibles différences de « manières » d’habitudes. Mais ce qui complique visiblement l’appréciation des observateurs-acteurs est le fait qu’ils se mettent en scène dans des attitudes inhabituelles et se trompant mutuellement sur leurs pensées et manières en espérant cacher tous les défauts et ne faire voir que le meilleur d’eux-mêmes. Il s’agit là selon Kaufmann des règles de l’interaction, du face-à-face.
Dans cette partie, Kaufmann développe la suite des événements (après ce premier matin) pour les acteurs ainsi que la façon dont on décide en amour puis il explique la mutation du modèle amoureux, sujet qui sera développé dans la troisième partie.

## Deuxième partie: la méthodologie
Pour réaliser ce travail, l’auteur n’a évidemment pas pu s’insérer dans les premiers matins privés, (qui n’auraient d’ailleurs plus été des premiers matins !). Il ne pouvait pas non plus se contenter uniquement de ses premiers matins personnels. Il a alors procédé par entretiens. Ici un entretien avec une seule personne ne serait en aucun cas cohérent, le but étant de recueillir les informations et impressions des deux partenaires ayant vécu le même premier matin.
Il est aussi très important d’interroger un grand nombre de couples de différentes catégories sociales, d’âge différents pour avoir un échantillon représentatif de la majorité des personnes. Cependant l’auteur précise ici qu’il les considère plus en tant qu’informateurs plutôt qu’échantillon. La diversité des âges et des milieux choisis est ici une simple garantie pour la variété des expériences recueillies et son travail ne débouchera pas sur une étude comparative entre catégories.
L’auteur a alors choisi d’interroger 23 personnes dont 12 femmes et 11 hommes, de 23 à 77 ans. Leurs activités sont très diverses, de chômeur, étudiant, employé, psychologue, cadre supérieur, retraité. (Des renseignements plus précis sur ces personnes sont disponibles à la fin de l’ouvrage dans un index biographique cependant par respect les noms ont été changés.) On peut également remarquer que les jeunes sont surreprésentés.
Pour proposer une variété totale l’auteur prend également comme sujet d’entretien un jeune homme homosexuel, en effet, lui aussi apporte d’importantes informations concernant ces premiers matins.
Pour commencer ces entretiens l’auteur a tout d’abord choisi de commencer par une question très libre et ouverte : « les divers premiers matins que vous avez vécus, cela vous évoque quelles idées ? Quels souvenirs vous reviennent d’abord ? »
Cette méthode permet de ne pas bloquer l’interrogé dès le début, de ne pas l’influencer. Ils témoignent alors avec leurs propres mots et de façon très spontanée des associations d’idées que leur évoquait le thème du premier matin. Il est alors demandé à chaque personne de sélectionner un ou deux premiers matins qui devra être systématiquement détaillé et de fournir des éléments plus rapides concernant d’autres expériences.
Par la suite, l’auteur guidait alors plus l’entretien en posant des questions très précises pour obtenir la réponse souhaitée et faire resurgir les souvenirs, parfois lointains.
Il a alors traité tous les résultats obtenus. Au fur et à mesure du livre il cite sans cesse des extraits d’entretiens soit pour illustrer une idée qu’il vient de développer, soit au contraire il confronte et analyse différents extraits qui soit se contredisent ou se complètent pour en déduire une idée, un concept. Il établit des généralités par rapport à la fréquence d’un certaine réponse dans les entretiens.
L’auteur pour réaliser cette enquête s’est également interrogé sur les premiers matins dans la littérature et le cinéma pour voir comment ils étaient représentés au travers de ces outils. Ainsi, au début de chaque sous-chapitre, l’auteur propose un extrait de roman permettant d’illustrer le propos à suivre.
L’auteur se réfère également à d’autres civilisations, d’autres époques pour comparer le sujet.
Il utilise également de nombreuses références à d’autres sociologues tels Michel Bozon, Emile Durkheim, Alberoni, Peter Berger, Hansfried Kellner, Luckmann, Goffman et à leurs travaux, parallèles. Il se réapproprie alors leurs concepts ou les utilise pour éclaircir son propos.
Il se cite de nombreuses fois lui-même et fait référence aux réponses obtenues lors de ses anciens travaux. En effet, Kaufmann a déjà beaucoup travaillé sur les relations de couples.

## Troisième partie: les résultats

### Les questions secondaires
L’auteur choisit de semer les résultats aux questions secondaires tout au long de l’ouvrage, au fur et à mesure des découvertes. Pour en proposer une conclusion, on peut dire que Kaufmann montre l’importance de tous les détails du premier matin. En effet selon lui, si le couple est promis à un avenir suffisamment long, les manières de faire qui s’installent plus ou moins inconsciemment dès les débuts risquent d’avoir des effets durables. « Les habitudes s’incorporent très vite et il est ensuite difficile de les modifier. Mieux vaut donc se méfier au moment fondateur, pour éviter d’avoir à mener ensuite de pénibles et souvent vains combats. » Pour l’auteur tout se joue plus particulièrement dans la scène du petit déjeuner puisque c’est là que s’effectue la transition avec l’ordinaire. Les enjeux sont donc fortement importants puisque le moindre geste insignifiant sera en fait fondateur des répercussions dans l’avenir conjugal.
L’auteur découvre aussi que l’amour est constitué d’une multitude de sentiments divers et étonnants, comme la peur qu’il retrouve de façon récurrente dans tous les entretiens : « peur de décevoir » « peur de l’engagement», « peur du regard de l’autre »… Il découvre également que la pensée amoureuse se construit sur un double niveau, elle peut être contradictoire.

### La question principale
Pour l’auteur, la relation amoureuse a changé. Plus particulièrement, la naissance des histoires d’amour évolue. En effet, Kaufmann rappelle que dans les toutes premières sociétés les femmes étaient échangées entre familles et que ces échanges étaient régis par des règles très strictes. Le mariage n’était alors en aucun cas une affaire privée mais une affaire publique. Pendant longtemps le mariage va alors garder une trace de cette emprise institutionnelle. Ce n’est qu’au XXe siècle, grâce aux romans et au théâtre, qu’une nouvelle vision des choses basée sur l’amour va apparaître. Cependant, rien ne change profondément dans les comportements.
L’amour sentimental est alors né du roman. Il peut être défini comme « une lutte passionnée contre les obstacles, il est caractérisé par l’exacerbation des sentiments, l’idéalisation du partenaire tout en magnifiant l’objet amour ». Cependant, ce modèle romantique perd en pureté à partir des années 1970 avec « l’automatisation du sexuel ». Selon l’auteur, le modèle romantique disparaît. En effet, l’individu ne se contente plus désormais d’une seule grande émotion originelle, mais souhaite multiplier les expériences et les partenaires au cours de l’existence. Le modèle romantique disparaît en pratique mais pas dans les idées puisqu’il est toujours présent en littérature et au cinéma, mais surtout dans notre façon à tous de parler et d’idéaliser l’amour. Un exemple est celui des premières histoires d’amour des jeunes filles.)
L’auteur cherche donc à montrer que la situation présente se caractérise par le déclin du modèle romantique pour un modèle beaucoup plus flou, détaché de toute tradition. Les individus vivent au travers de trajectoires évolutives, sinueuses, qu’ils construisent tout en se laissant définir par la force des choses par cette idée de destin dont ils n’arrivent pas à se détacher. Les pratiques amoureuses changent, cherchent de nouvelles voies, la société ne peut donc pas rester attachée à un vieux modèle qui constitue un frein. Le moindre aspect de ce qui nous entoure est désormais mis en question, sujet au débat, tout est alors généralisé. Kaufmann affirme cependant que rien ne remplace l’expérimentation personnelle. Et le premier matin représente aujourd’hui une « étape essentielle de l’expérimentation ». La place du premier matin dans l’expérimentation occupe une place encore plus importante quand l’histoire a soudainement commencé la veille sans histoire préalable ni déclaration d’amour (la mutation porte notamment sur le changement du mode d’expression des sentiments). Tout se joue alors de façon très intense et très rapide. L’expérimentation ne porte pas uniquement sur l’autre mais sur soi-même au premier matin.
Les premiers matins sont donc devenus des moments cruciaux dans la construction d’une histoire conjugale, qu’ils soient « grinçants » ou qu’ils soient synonymes de « coups de foudre décalés. »